# Јејтс Сити (Илиноис)
Јејтс Сити (енгл. Yates City) град је у америчкој савезној држави Илиноис.

## Демографија
По попису из 2010. године број становника је 693, што је 32 (-4,4%) становника мање него 2000. године.
| Група             | 2000.       | 2010.       |
| Белци             | 717 (98,9%) | 677 (97,7%) |
| Афроамериканци    | 3 (0,4%)    | 1 (0,1%)    |
| Азијати           | 0 (0,0%)    | 1 (0,1%)    |
| Хиспаноамериканци | 0 (0,0%)    | 2 (0,3%)    |
| Укупно            | 725         | 693         |